# Всеобщие выборы в ЦАР (2005)
Всеобщие выборы прошли в Центральноафриканской республике в 2005 году. Парламентские выборы и первый тур президентских состоялись 13 марта 2005 года, а второй тур президентских 8 мая. Это были первые выборы после победы сторонников Франсуа Бозизе в гражданской войне. Первоначально Бозизе заявлял о нежелании баллотироваться, но в конце 2004 года выдвинул свою кандидатуру. Всего было выдвинуто 12 кандидатов, в т.ч. экс-президент Анж-Феликс Патассе, но его суд не допустил к участию. Во втором туре Нгупанде и Шарль Масси поддержали Бозизе.

## Результаты

### Президентские выборы
| Кандидат                   | Партийная принадлежность                           | Первый тур         | Первый тур | Второй тур         | Второй тур |
| Кандидат                   | Партийная принадлежность                           | Количество голосов | %          | Количество голосов | %          |
| -------------------------- | -------------------------------------------------- | ------------------ | ---------- | ------------------ | ---------- |
| Франсуа Бозизе             | Независимый кандидат                               | 382 241            | 42,97      | 610 903            | 64,60      |
| Мартен Зигеле              | Движение за освобождение народа Центральной Африки | 209 357            | 23,53      | 334 716            | 35,40      |
| Колингба, Андре            | Центральноафриканское демократическое объединение  | 145 495            | 16,36      |                    |            |
| Жан-Поль Нгупанде          | Партия национального единства                      | 45 182             | 5,08       |                    |            |
| Шарль Масси                | Независимый кандидат                               | 28 618             | 3,22       |                    |            |
| Абель Гумба                | Патриотический фронт за прогресс                   | 22 297             | 2,51       |                    |            |
| Анри Пузер                 | Независимый кандидат                               | 18 647             | 2,10       |                    |            |
| Хосуэ Бенуа                | Независимый кандидат                               | 13 559             | 1,52       |                    |            |
| Жан-Жак Демафут            | Независимый кандидат                               | 11 279             | 1,27       |                    |            |
| Оливье Габиро              | Альянс за демократию и прогресс                    | 5834               | 0,66       |                    |            |
| Недействительные бюллетени | Недействительные бюллетени                         | 57 022             |            |                    |            |
| Итого                      | Итого                                              | 946 616            | 100        | 977 730            | 100        |
| Число избирателей\Явка     | Число избирателей\Явка                             | 1 302 930          | 72,7       | 1 452 211          | 67,3       |
| [ 4 ]                      |                                                    |                    |            |                    |            |